# WinAPE
 (décembre 2013).
WinAPE est un logiciel fonctionnant sous MS Windows qui permet d'émuler tous les modèles Amstrad CPC, dont les CPC+ et les consoles GX4000 .
 WinAPE signifie : "Windows Amstrad Plus Emulator".
 La première version connue date du 22 mars 1999 (1.5b)  et la dernière date du 5 janvier 2016 (2.0 Beta 2),.

Ce logiciel est connu pour ses qualités, en effet, « il possède un nombre assez conséquent d'outils destinés aux programmeurs : débuggeur, état de la mémoire et des registres du processeur sous forme graphique, éditeur ASCII ... » . « Alliant souplesse des réglages, légèreté d'exécution et précision remarquable de l'émulation (avec, notamment, la retranscription exacte du comportement des divers types de CRTC connus), WinAPE v2.0a15 est bien désormais LE meilleur émulateur Amstrad CPC/CPC+. ».
Il existe plusieurs tutoriels en ligne ,. L'émulateur propose également de lancer le jeu Burnin' Rubber.

## Caractéristiques
WinAPE émule les ordinateurs de la gamme Amstrad CPC :
- Amstrad CPC 464
- Amstrad CPC 664
- Amstrad CPC 6128
- Amstrad CPC 464 Plus
- Amstrad CPC 6128 Plus

La console de jeux vidéo GX-4000 est également émulée.
Ce logiciel peut être utilisé dès son installation sans qu'il soit obligatoire de modifier des paramètres.

WinAPE reconnait plusieurs extensions de fichiers utilisées pour les médias virtuels (disquettes, cartouches et cassettes).
Liste non exhaustive de paramètres modifiables :
- Changement d'ordinateur
- Modification de la vitesse
- Changement de CRTC
- Affichage
- Son
- Périphériques

WinAPE contient un Débogueur et un Assembleur.
Emulation de la SYMBiFACE II (pas toutes les commandes IDE).

### Paramètres

#### Changement d'ordinateur
Pour changer d'ordinateur, il est nécessaire de paramétrer la "RAM" et les "ROMs".
Ces paramètres se trouvent dans le menu "Settings"/"Memory".

Un exemple de configuration d'un CPC 464 avec AMSDOS sur la version 2.0a10 est disponible ici .
|         | CPC 464  | CPC 664  | CPC 6128 |
| ------- | -------- | -------- | -------- |
| RAM     | 64 K     | 64 K     | 128K     |
| Lower   | OS464    | OS664    | OS6128   |
| Upper 0 | BASIC1-0 | BASIC664 | BASIC1-1 |
| Upper 7 |          | AMSDOS   | AMSDOS   |

#### Modification de la vitesse
La  vitesse par défaut est à 100 %.
La plage de variation est comprise entre 5 et 1000 %.

#### Changement de CRTC
Il y a 5 CRTC numérotés de 0 à 4.

#### Affichage
Les paramètres son nombreux (choix du moniteur, luminosité, etc.)

#### Son
Les paramètres son nombreux (choix de la sortie, échantillonnage, etc.)

#### Périphériques
Il est possible de configurer le clavier. WinAPE peut gérer une manette de jeu et une souris.

### Extensions de fichiers reconnus

#### Médias virtuels
| Disquettes | Cartouches | Cassettes |
| ---------- | ---------- | --------- |
| .dsk       | .cpr       | .cdt      |
| .dsc       | .crt       | .tzx      |
| .arc       |            | .voc      |
|            |            | .wav      |

#### Exportation audio et vidéo
- .bmp, .jpg, .pcx, .png, .tif, .tga
- .avi
- .wav
- .ym

#### Assembleur
- .asm
- .mxm
- .src

#### Divers
- .sna
- .snr
- .snp
- .atp

## Historique
| Date              | Version |
| ----------------- | ------- |
| 22 mars 1999      | 1.5b    |
| 25 juillet 1999   | 1.7b    |
| 15 décembre 1999  | 1.8b    |
| 4 novembre 2001   | 2.0a    |
| 20 février 2002   | 2.0a2   |
| 17 mars 2002      | 2.0a3   |
| 10 avril 2002     | 2.0a4   |
| 12 août 2002      | 2.0a5   |
| 16 août 2002      | 2.0a5b  |
| 12 juin 2004      | 2.0a6   |
| 17 mai 2006       | 2.0a7   |
| 21 mai 2006       | 2.0a8   |
| 14 août 2006      | 2.0a9   |
| 24 août 2006      | 2.0a9B  |
| 19 septembre 2006 | 2.0a10  |
| 11 décembre 2006  | 2.0a11  |
| 17 février 2007   | 2.0a12  |
| 8 août 2007       | 2.0a13  |
| 17 septembre 2007 | 2.0a14  |
| 29 octobre 2007   | 2.0a15  |
| 30 août 2008      | 2.0a16  |
| 9 septembre 2008  | 2.0a17  |
| 26 juillet 2011   | 2.0a18  |
| 26 novembre 2015  | 2.0b1   |
| 5 janvier 2016    | 2.0b2   |